# Volta a Alemanya
La Volta a Alemanya (Deutschland-Tour) era la cursa ciclista per etapes més important d'Alemanya i formava part del calendari de l'UCI ProTour. La cursa es disputava intermitentment, excepte les darreres edicions.
El 16 d'octubre de 2008 els organitzadors de la Volta a Alemanya i la Federació alemanya de ciclisme (BDR) anuncien l'anul·lació de l'edició del 2009 per culpa dels nombrosos casos de dopatge que afecten el ciclisme els darrers anys. En aquesta decisió hi juga un important paper els possitius de Stefan Schumacher i Bernhard Kohl durant el darrer Tour de França.
Després de 10 anys sense disputar-se, el 2018 l'Amaury Sport Organisation i la federació alemanya de ciclisme van decidir tornar a organitzar-la.

## Palmarès
| Any                      | Vencedor                  | Segon                       | Tercer                |
| ------------------------ | ------------------------- | --------------------------- | --------------------- |
| 1911                     | Hans Ludwig               | Adolf Huschke               | Hans Hartmann         |
| 1912-1921. No es disputà |                           |                             |                       |
| 1922                     | Adolf Huschke             | Paul Kohl                   | Wilhelm Siewert       |
| 1923-1926. No es disputà |                           |                             |                       |
| 1927                     | Rudolf Wolke              | Erich Reim                  | Richard Roesch        |
| 1928-1929. No es disputà |                           |                             |                       |
| 1930                     | Hermann Buse              | Kurt Stoepel                | Oskar Tietz           |
| 1931                     | Erich Metze               | Oskar Thierbach             | Nicolas Frantz        |
| 1932-1936. No es disputà |                           |                             |                       |
| 1937                     | Otto Weckerling           | Ludwig Geyer                | Fritz Diederichs      |
| 1938                     | Hermann Schild            | Frans Bonduel               | Otto Weckerling       |
| 1939                     | Georg Umbenhauer          | Robert Zimmermann           | Fritz Scheller        |
| 1940-1946. No es disputà |                           |                             |                       |
| 1947                     | Erich Bautz               | Fritz Diederichs            | Richard Voigt         |
| 1948                     | Philippe Hilbert          | Erich Bautz                 | Fritz Scheller        |
| 1949                     | Harry Saager              | Erich Bautz                 | Reinhold Steinhild    |
| 1950                     | Roger Gyselinck           | Matthias Pfannenmueller     | Otto Schenk           |
| 1951                     | Guido de Santi            | Fritz Schaer                | Raymond Impanis       |
| 1952                     | Isidore de Rijck          | Marcel de Mulder            | Raymond Impanis       |
| 1953-1954. No es disputà |                           |                             |                       |
| 1955                     | Rudi Theissen             | Franz Reitz                 | Hans Junkermann       |
| 1956-1959. No es disputà |                           |                             |                       |
| 1960                     | Albertus Geldermans       | Joseph Planckaert           | Klaus Bugdahl         |
| 1961                     | Friedhelm Fischerkeller   | Hans Junkermann             | Piet Rentmeester      |
| 1962                     | Peter Post                | Lode Troonbeeckx            | Roger Baens           |
| 1963-1978. No es disputà |                           |                             |                       |
| 1979                     | Dietrich Thurau           | Aad van den Hoek            | Francesco Moser       |
| 1980                     | Gregor Braun              | Tommy Prim                  | Marino Lejarreta      |
| 1981                     | Silvano Contini           | Theo de Rooy                | Tommy Prim            |
| 1982                     | Theo de Rooy              | Paul Haghedooren            | Ludo Peeters          |
| 1983-1998. No es disputà |                           |                             |                       |
| 1999                     | Jens Heppner              | Andreas Kappes              | Christian Wegmann     |
| 2000                     | David Plaza Romero        | Andreas Kloeden             | Udo Bölts             |
| 2001                     | Aleksandr Vinokúrov       | Aitor Garmendia Arbilla     | Rolf Aldag            |
| 2002                     | Igor González de Galdeano | Aitor Garmendia Arbilla     | Tobias Steinhauser    |
| 2003                     | Michael Rogers            | Jose Bento Carvalho Azevedo | Aleksandr Vinokúrov   |
| 2004                     | Patrik Sinkewitz          | Jens Voigt                  | Jan Hruška            |
| 2005                     | Levi Leipheimer           | Jan Ullrich                 | Georg Totschnig       |
| 2006                     | Jens Voigt                | Levi Leipheimer             | Andrei Kàixetxkin     |
| 2007                     | Jens Voigt                | Levi Leipheimer             | David López García    |
| 2008                     | Linus Gerdemann           | Thomas Lövkvist             | Janez Brajkovic       |
| 2009-2017. No es disputà |                           |                             |                       |
| 2018                     | Matej Mohorič             | Nils Politt                 | Maximilian Schachmann |
| 2019                     | Jasper Stuyven            | Sonny Colbrelli             | Yves Lampaert         |
| 2020. No es disputà      |                           |                             |                       |
| 2021                     | Nils Politt               | Pascal Ackermann            | Alexander Kristoff    |
| 2022                     | Adam Yates                | Pello Bilbao                | Ruben Guerreiro       |
| 2023                     | Ilan Van Wilder           | Felix Großschartner         | Danny van Poppel      |
| 2024                     | Mads Pedersen             | Danny van Poppel            | Tobias Johannessen    |